# Тур Скандинавии
Тур Скандинавии (англ. Tour of Scandinavia) — женская шоссейная многодневная велогонка, проходящая по территории Норвегии, Дании и Швеции с 2022 года.

## История
К 2019 году в женском шоссейном календаре существовала только одна многодневная гонка продолжительностью десять и более дней — итальянская Джиро Роза. Второй по продолжительности был шестидневный Вуменс Тур в Великобритании. В то же время в середине августа в Скандинавии с интервалом в несколько дней проводились три гонки — две однодневные (групповая и командная) в шведской Воргорде и многодневный Женский Тур Норвегии. Все перечисленные гонки входили в календарь Женского мирового тура UCI.
В начале 2019 года у организаторов вышеуказанных скандинавских гонок совместно с Велоспортивным союзом Дании возник 
план объединить свои три гонки в новую десятидневную гонку под рабочим названием Битва за Север (англ. Battle of North), которая должна будет проходить по территории скандинавских стран Дании, Швеции и Норвегии.
Однако в 2021 году Воргорда отказалась от этого плана и решила продолжить проводить свои две гонки независимо как и прежде.
Официально заявка на проведение новой гонки была подана компанией Ladies Tour of Norway AS  (LTON), организовавшей Женский тур Норвегии, при поддержки Велоспортивного союза Дании и Федерацией велоспорта Швеции.
В итоге в 2022 году Женский Тур Норвегии прекратил своё существование и был заменён новой гонкой получившей официальное название Тур Скандинавии с подзаголовком Битва за Север (англ. Tour of Scandinavia. Battle of The North).
Маршрут гонки состоит из 5 или 6 этапов. Два этапа проходят в Дании и/или Швеции. Остальные в Эстланне — восточном регионе на юге Норвегии и подразумевают сильную местную привязку к фюльку (провинции) Эстфолл и городу Халден.

## Призёры

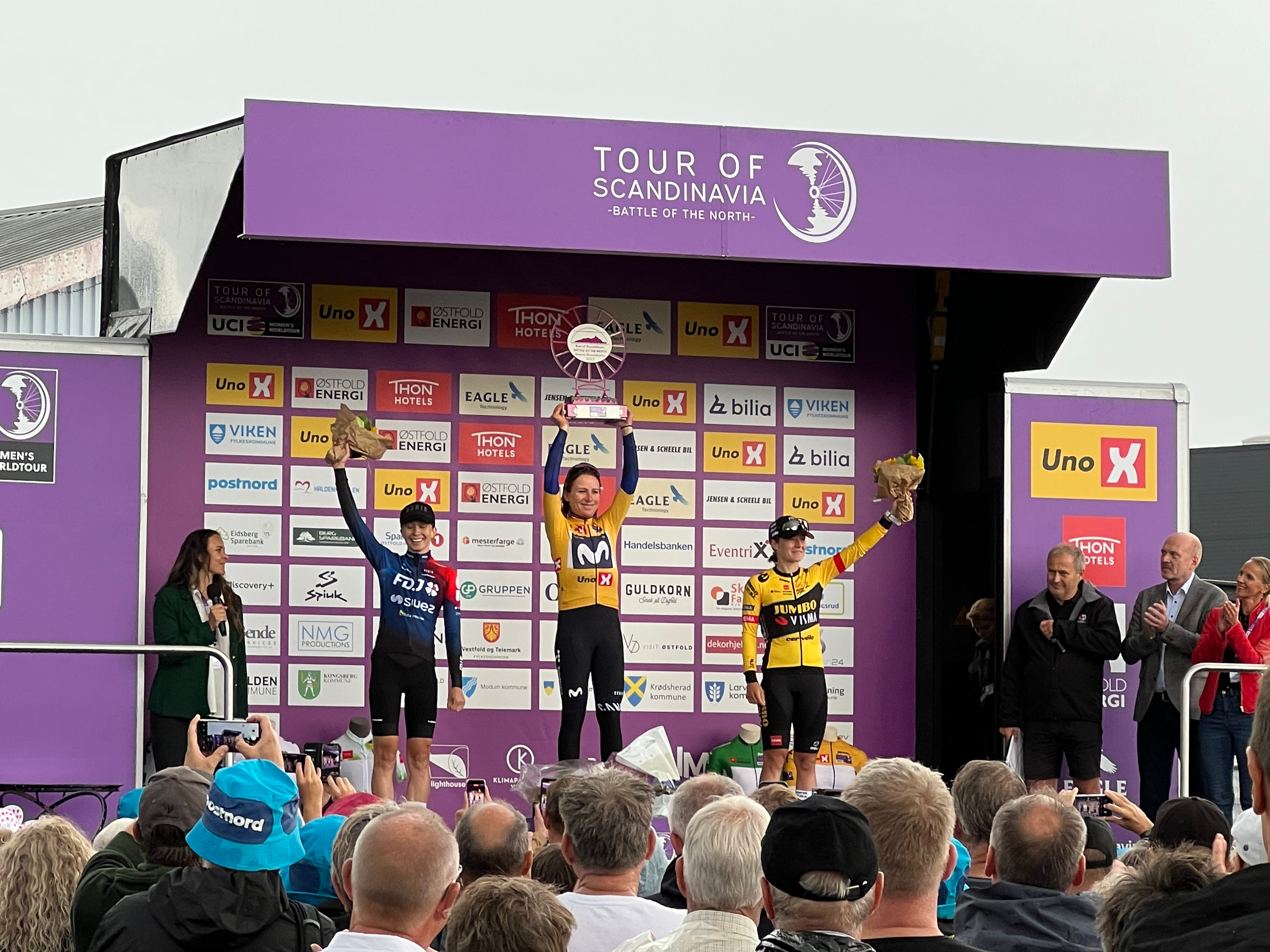
Итоговый подиум 2023 года

| Год  | Победитель            | Второй                | Третий           |          |
| ---- | --------------------- | --------------------- | ---------------- | -------- |
| 2022 | Сесилие Уттруп Лудвиг | Лиана Липперт         | Александра Мэнли |          |
| 2023 | Аннемик ван Влётен    | Сесилие Уттруп Лудвиг | Амбер Крак       |          |
| 2024 | отменено              | отменено              | отменено         | отменено |
| 2025 | отменено              | отменено              | отменено         | отменено |